# Джек Фінні
Волтер Брейден «Джек» Фінні (англ. Walter Braden "Jack" Finney; 2 жовтня 1911 року — 14 листопада 1995 року) — американський письменник-фантаст. Публікувався під псевдонімом Джек Фінні (англ. Jack Finney). Найвідоміші твори написані в жанрі наукової фантастики, фентезі, містики і трилера, в тому числі «Викрадачі тіл» (1955) і «Між двох часів» (1970).

## Біографія
Народився в Мілвокі, штат Вісконсин, і при народженні був названий Джон Фінні (англ. John Finney). У віці трьох років (після смерті батька) отримав на честь нього інше ім'я — Волтер Брейден Фінні, але, попри це, протягом усього життя був відомий під ім'ям Джек (англ. Jack, скорочення від Джон).
У 1934 році закінчив Knox College в Гейлсбурзі (Іллінойс), одружився з Маргаритою Гест. В сім'ї народилося двоє дітей — Кеннет і Маргарита.
Після життя в Нью-Йорку і роботи в рекламному агентстві, на початку 1950-х років Фінні разом з сім'єю переїхав до Каліфорнії. Жив у Мілл Веллі (Mill Valley).
Помер у віці 84 років від пневмонії та емфіземи легенів у Грінбро (Greenbrae), Каліфорнія.

## Письменницька діяльність
Своє перше оповідання, «Вдови на прогулянці», Фінні написав на конкурс, для «Журналу детективних історій Е. Квіна». Оповідання зайняло перше місце, а Фінні вирішив продовжити заняття літературною творчістю. Фінні працював не лише у піджанрах фантастики. Він писав також і детективи. Його перший роман, детектив «Вп'ятьох проти дому» (1953), розповідає про студентів коледжу, що вирішили пограбувати казино. Через рік, у 1954 році, вийшов фантастичний роман «Викрадачі плоті» (The Body Snatchers/Інша назва: The Invasion of the Body Snatchers). У ньому описано нашестя інопланетних космічних спор, що полювали за тілами людей. У сюжеті роману критики побачили алегорію Холодної війни. Фінні ж стверджував, що хотів лише розважити читача. Згодом цей роман був вдало екранізований, причому чотири рази, і приніс авторові популярність. 
Більшість своїх оповідань Фінні надрукував у газетах і журналах, таких як «Кольерз», «Сетедей Івнінг Пост» і «Макколз». Так чи інакше, всі вони присвячені темам часу і подорожей в інші епохи. Оповідання письменника склали дві збірки: «Третій рівень» і «Я люблю Гейлсбург навесні». У 1986 році Фінні об'єднав обидві книги в один том і перевидав під назвою «Про час».
В наступному фантастичному романі, «Десятицентовик з Вудро Вільсоном» (1968), Фінні повертається до улюбленої теми. Як машина часу тут використана монета. Десятицентовик дозволяє герою роману подорожувати в часі через паралельний світ, де він стає відомий як «винахідник» застібки-блискавки та «автор» музики Оскара Гаммерштайна.
Найбільший успіх випав на долю роману «Між двох часів» (1970). В «Нью-Йорк Таймс» цей роман описували як «суміш наукової фантастики, ностальгії, таємниці і отруйних коментарів на тему суперуряду». Автору вдалося дуже правдиво описати світ столітньої давності, що створювало відчуття справжності тогочасних подій. Особливу «родзинку» роману надавала географічна точність, «прив'язка до місцевості». Книга навіть була ілюстрована фотографіями описаних місць у 1880-ті роки і тих же місць майже сто років тому, в 1970 році. Роман неодноразово перевидавався, був екранізований, а в 1995 році, після тривалої паузи у рік своєї смерті, Фінні завершив роман-продовження — «З часу у час», над яким працював понад 10 років.
Перу Фінні також належить документальна робота «Забуті новини» (1983) про газетні сенсації столітньої давності.

## Вибрані твори

### Романи
- «Викрадачі тіл» (The Body Snatchers) 1955
- «Десятицентовик Вудроу Вілсона» [The Woodrow Wilson Dime] (1960; доп. 1968)
- «Між двох часів» (Time and Again) 1970
- «Стена Меріон» [Marion's Wall] 1973
- «З часу у час» (From Time to Time) 1995

### Оповідання
- 1948 — «Дивовижна пастка для прикметників» (Cousin Len's Wonderful Adjective Cellar)
- 1950 — «Гра варта свічок» (The Third Level)
- 1951 — «Боюся…» (i'm Scared)
- 1951 — «Досить махати руками» (Quit Zoomin' Those Hands Through the Air)
- 1951 — «Цікаві сусіди» (Such Interesting Сусідів)
- 1955 — «Про зниклих безвісти» (Of Missing Persons)
- 1956 — «За спиною — прірва» (Contents of the Dead man's Pockets)
- 1956 — «Повторний шанс» (Second Chance)
- 1962 — «Обличчя на фотографії» (The Face in the Photo, a.k.a. Time Has No Boundaries)

### Екранізації
- 1955 — «П'ятеро проти казино» (5 Against the House)
- 1956 — «Вторгнення викрадачів тіл» (Invasion of the Body Snatchers)
- 1957 — «Дім із чисел» (House of Numbers)
- 1964 — «Хороший сусід Сем» (Good Neighbor Sam)
- 1966 — «Напад на королеву» (Assault on a Queen)
- 1977 — «На кінець ночі» (Dead of Night, телефільм): новела «Другий шанс»
- 1978 — «Вторгнення викрадачів тіл» (Invasion of the Body Snatchers)
- 1985 — «Максі» (Maxie)
- 1993 — «Викрадачі тіл» (Body Snatchers)
- 1998 — «Любовний лист» (The Love Letter, телефільм)
- 2007 — «Вторгнення» (The Invasion)